# Tendencia Democrática Revolucionaria-Ejército del Pueblo
La Tendencia Democrática Revolucionaria-Ejército del Pueblo (TDR-EP) es un grupo revolucionario de México, que surge a partir de la ruptura del EPR. El TDR-EP hizo su primera aparición en el estado de Guerrero el 28 de junio de 1996, a un año de la Masacre de Aguas Blancas. Actualmente conforma la Coordinación Revolucionaria junto al Movimiento Revolucionario Lucio Cabañas Barrientos y otras organizaciones menos conocidas.

## Historia

### Inicios

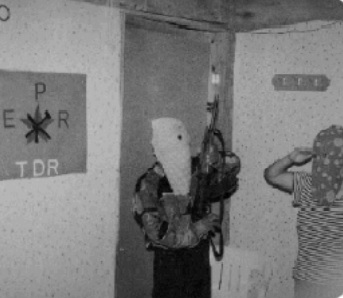
Guerrilleros del TDR-EP durante una junta revolucionaria

En uno de sus primeros comunicados lanzado el 14 de agosto de 1999 grupo clama tener un distanciamiento ideológico de otras guerrillas, además de clamar tener bases operativas en el Valle de México, Guerrero, San Luis Potosí y una "comisión especial", teniendo entre sus objetivos "la Revisión de la representatividad partidaria dentro de la Comisión Nacional, discusión franca y abierta de nuestras diferencias política, apegada a la moral revolucionaria, tanto en el terreno de la teoría como en el de su inserción en la práctica revolucionaria y desactivar de manera definitiva cada una de las determinaciones político-ideológicas que lejos de cohesionarnos nos separan, oponen y confrontan". El grupo también recoge el ideario de Emiliano Zapata y sus principios agraristas.
El 1 de enero del 2002 el Comandante "José Arturo" fue entrevistado por reporteros de la Revista Proceso donde habla de su separación del EPR, su opinión del movimiento político y social del EZLN y el periodo presidencial del Partido Acción Nacional. En septiembre de 1999 el grupo comienza un distanciamiento ideológico del Ejército Popular Revolucionario, por una serie de diferencias y conflictos dentro del brazo político de la organización, el Partido Democrático Popular Revolucionario. El grupo empieza a fragmentarse y firmar sus comunicados como Tendencia Democrática Revolucionaria-Ejército del Pueblo a partir de  1999, en este punto el grupo empieza a tomar una dirección diferente a las propuestas por el PDPR-EPR y comienza su propio proyecto de lucha revolucionaria y nación, en asambleas que toman lugar en locaciones desconocidas del Estado de Guerrero. El grupo también difiere de las posturas políticas Partido Revolucionario Democrático acusándolos de "ablandar las demandas populares", llamando inútil las elecciones y de la alternancia de partidos políticos.

### Crecimiento
A mediados de los años 2000, el TDR-EP conforma la Coordinación Revolucionaria, una colaboración entre otras guerrillas pequeñas, tales como la Brigada de Ajusticiamiento 2 de Diciembre, y el Comando Magonista de Liberación.

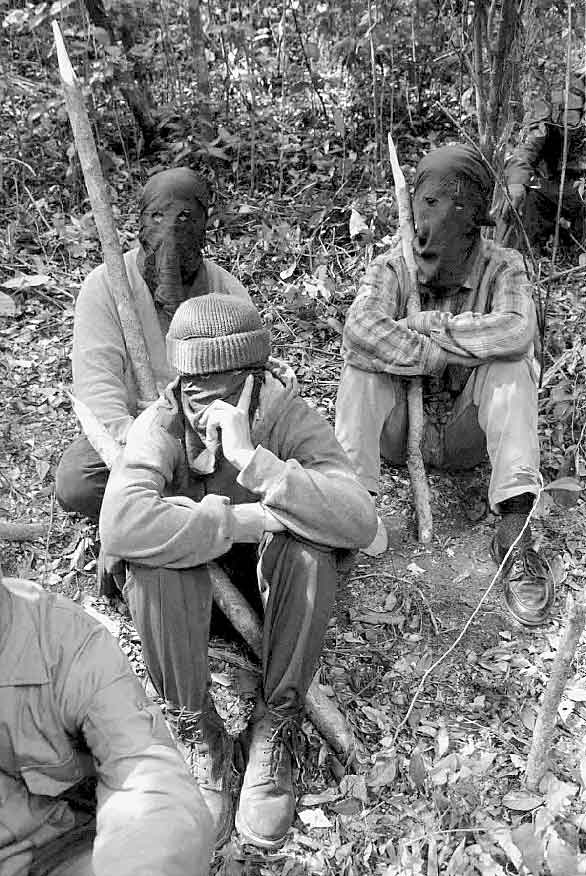
Guerrilleros del TDR-EP reunidos en la sierra de Guerrero

El grupo se ha pronunciado en diferentes ocasiones contra el gobierno federal en eventos como el aniversario de la muerte de Lucio Cabañas y el Partido de los Pobres, la conmemoración del Día de la mujer, Masacre de Aguas Blancas, la Masacre de Corpus Christi,  el periodo de la presidencia de Vicente Fox, el arresto de guerrilleros en circunstancias sospechosas, los abusos cometidos por las autoridades durante los Disturbios de Atenco de 2006 y otros disturbios anteriores, y la Desaparición forzada de Iguala de 2014 y los presos políticos durante el periodo de los presidentes Ernesto Zedillo y Vicente Fox (este último criticado por la promulgación de la "Ley Indigena", una serie reformas constitucionales sobre derechos y cultura indígena". También se pronunció en eventos internacionales como el golpe de Estado en Chile de 1973 y la invasión de Irak de 2003, describiéndola como un "atropello contra la población civil" y un "ataque digno de las Fuerzas del Eje"
El grupo fue reconocido por el CISEN (hoy Centro Nacional de Inteligencia) como los últimos grupos irregulares que habitan en la sierra de Guerrero y mantienen la vía de la lucha armada.

### Actividades
El 5 de abril de 2003, su Comando México Bárbaro, se adjudicó la responsabilidad en el secuestro de Fernando Castro Suárez, donde murió su chofer y su escolta además de resultar herido un empleado, siendo el lugar del ataqueen la colonia Hidalgo, perteneciente a la cabecera municipal de Nicolás Romero. Castro Suárez fue un exdiputado federal del PRI en la LVII Legislatura del Congreso de la Unión de México, enviando un ultimátum a sus familiares, en donde incluyeron una serie de razones políticas. Fernando Castro Suárez fue liberado en buen estado de salud el 12 de diciembre de 2003, informo su familia a medios de comunicación.
No fue hasta el 18 de noviembre de 2005, cuando miembros del Comando Revolucionario del Trabajo México Bárbaro perteneciente al TDR-EP se adjudicaron un doble ataque contra sucursales de BBVA en Atizapán y otro en Tlalnepantla, ambos dejando daños materiales, y panfletos en la zona del ataque. El Comando Revolucionario del Trabajo México Bárbaro se adjudicó los ataques, siendo en represalia a las políticas aplicadas en áreas de economía como Área de Libre Comercio de las Américas o el Tratado de Libre Comercio de América del Norte.
En octubre de 2006, el Comando Revolucionario del Trabajo México Bárbaro se pronunció sobre el Conflicto magisterial de Oaxaca, solidarizándose con la población civil y la Asamblea Popular de los Pueblos de Oaxaca, que habían sufrido una fuerte represión durante las protestas. fue una de las organizaciones que se adjudicaron la instalación de cargas de explosivos en la sede del Partido Revolucionario Institucional, del Tribunal Electoral del Poder Judicial de la Federación y en una sucursal del banco Scotiabank.
Otros atentados que se han adjudicado son el asesinato del notario José Rubén Robles Catalán en Acapulco a través del Comando Popular Revolucionario-La Patria es Primero, por ser considerado por el grupo como uno de los responsables directos de la masacre de Aguas Blancas cuando éste se desempeñaba como secretario general de Gobierno de Rubén Figueroa Alcocer, y el de Miguel Ángel Mesino, uno de los líderes de la Organización Campesina de la Sierra Sur, que derivó en una crisis dentro de los grupos guerrilleros mexicanos. Inclusive, se le ha señalado de haber sido la organización que secuestró al empresario Eduardo García Valseca, en junio de 2007, quien estuvo privado de su libertad poco más de 7 meses. 
De sus filas se han desprendido Ejército Villista Revolucionario del Pueblo y la Organización Revolucionaria 2 de Diciembre, ambas organizaciones menores. Actúa a través de sus comandos, de nombres La Patria es Primero, México Bárbaro, Comando Jaramillista Morelense 23 de Mayo, Magonista de Liberación, con los que últimamente ha firmado sus comunicados. 
El periodista de Milenio, Diego Enrique Osorno, adjudica al TDR-EP el secuestro del excandidato presidencial Diego Fernández de Cevallos, perpetuado el 14 de mayo de 2010.
Además, se les ha señalado como perpetradores de los secuestros de los empresarios Ron Lavender Bachur; Nelly Esper Sulaimán, hija del político priísta Antonio Esper Bujaidar, y sobrina de José Sulaimán, secuestrada por 1 año, 8 meses y 12 días; , así como de Eduardo García Valseca, secuestrado durante siete meses.